# Grafenwöhr
Grafenwöhr – miasto w Niemczech, w kraju związkowym Bawaria, w rejencji Górny Palatynat, w regionie Oberpfalz-Nord, w powiecie Neustadt an der Waldnaab. Leży w Jurze Frankońskiej, około 18 km na zachód od Neustadt an der Waldnaab, przy drodze B299.

## Dzielnice
W skład miasta wchodzą następujące dzielnice: Grafenwöhr, Bruckendorfgmünd, Dorfgmünd, Gößenreuth, Hammergmünd, Hütten, Josephsthal, Kollermühle, Moos i Rosenhof.

## Współpraca
Miejscowość partnerska:
- Grafenwörth, Austria

## Zabytki
- zabytkowe Stare Miasto
- późnogotycki ratusz z 1462
- kolumna upamiętniająca atak dżumy, prawdopodobnie z 1496
- odrestaurowana część murów miejskich
- Kościół pw. Wniebowstąpienia NMP (Maria Himmelfahrt)
- góra Annaberg z kościołem
- Kościół cmentarny pw. św. Urszuli (St. Ursula) z 1593